# Trap Nation
Trap Nation est un promoteur web américain de musique électronique sur YouTube.

## Histoire
Trap Nation est fondé en septembre 2012 par Andre Willem Benz alors qu'il a 15 ans. Il s'étend à la création d'autres chaînes, dont la première, Chill Nation, fondée en février 2014. Les chaînes ont depuis été gérées par d'autres conservateurs employés par The Nations, une société qui englobe toutes les chaînes et Lowly Palace. En avril 2020, Benz dirige toujours lui-même la chaîne Trap Nation aux côtés d'un autre conservateur nommé Jean.
En 2021, le label compte plus de 30 millions d'abonnés.

## Lowly
En septembre 2016, un label discographique indépendant de Trap Nation, Lowly Palace est fondé. En moins d'un an, la chaîne gagne à peu près de 500 000 abonnés.

## Événements
En 2016, Trap Nation fait ses débuts en direct à Danbury, dans le Connecticut. Un an plus tard, Trap Nation participe à l'événement SXSW en mars 2017, mettant en vedette les artistes Illenium, San Holo, Whethan et bien d'autres ,. En juin 2017, Trap Nation organise le plus grand événement de voitures d'art à EDC, rejoignant une foule de plus de 4 000 personnes. La programmation comprend des artistes tels qu'Alan Walker, Troyboi, Boombox Cartel, Autograf et d'autres.
En juin 2017, Trap Nation est la 44e chaîne avec le plus d'abonnés sur YouTube et avait accumulé plus de cinq milliards de vues au total. Trap Nation est également classé par Billboard comme le conservateur de danse no 1 sur YouTube aux côtés de Monstercat, MrSuicideSheep, Proximity et Majestic Casual.